# Andrzej Humiecki
Andrzej Humiecki (ur. ok. 1540, zm. 19 lipca 1606) – kupiec warszawski.
Syn drobnego szlachcica Jana, podstarościego kamieńczykowskiego, swoją działalność rozpoczął jeszcze w Kamieńczyku, a potem – od czasu kiedy w 1571 przyjął obywatelstwo warszawskie – kontynuował ją w Warszawie, handlując głównie zbożem sprowadzanym z Mazowsza, Podlasia i Litwy i spławianym w dół Wisłą do Gdańska. Wielkość jego przeciętnego rocznego eksportu w dekadzie lat siedemdziesiątych XVI w. – prawie 66 łasztów, czyli ponad 200 metrów sześciennych – plasowała go na drugim miejscu za największym ówczesnym handlarzem zboża w Warszawie, Erazmem z Zakroczymia.
Humiecki handlował też suknem sprowadzanym przezeń z Gdańska, a także i z odleglejszych stron – z Ołomuńca i z Wiednia; nadto sprowadzał sól z podkrakowskich żup solnych (pod koniec XVI wieku kupował jej nawet od kilkuset do tysiąca ton rocznie), prowadził wymianę handlową także z kupcami florenckimi.
Oprócz handlu towarami zajmował się też pożyczaniem też pieniądze na lichwiarski procent; dorobił się sporego majątku, m.in. w Rynku Starego Miasta w Warszawie miał dwie kamienice: w miejscu gdzie dziś jest Klucznikowska (nr 21a [43]) i Fukierowska (nr 27 [46]), ponadto był właścicielem trzech wsi położonych na Mazowszu: Mlęcin, Brzozowica i Humięcino. W interesach Andrzej Humiecki współpracował ze swym bratem, Stanisławem, którego uczynił swoim plenipotentem. Pod koniec życia był rajcą miejskim Starej Warszawie.
Ze swą żoną (poślubioną pod koniec lat 70.), Anną Korbową (wdową po kupcu winnym Jerzym) miał synów Macieja i Jana (którzy przejęli po jego śmierci należące doń wsie) oraz córki Elżbietę, Annę, Jadwigę i Zofię. Pasierbowie Humieckiego (dzieci Anny Korbowej z pierwszego jej małżeństwa) odziedziczyli po nim kamienice w Warszawie.

## Źródła
- Joanna Zimińska, Polski Słownik Biograficzny. T. 10: Horoch Mieczysław – Jarosiński Paweł. Wrocław-Kraków-Warszawa: Ossolineum – Polska Akademia Nauk, 1962-1964, s. 100.